# Rihetzky Judit
Rihetzky Judit magyar manöken.

## Élete
Rihetzky Judit apja Rihetzky János tizenegyszeres bírkózóbajnok, testvére Rihetzky Rezső evezős olimpikon.
Férjével, Szilárdi Bélaval Münchenbe disszidáltak.
Rihetzky Judit egy közértben dolgozott, amikor meglátták és megkérdezték tőle, akar-e bemutatón szerepelni. Igent mondott. Kezdetben nem volt manökeniskola, ezért az Állami Balettintézetbe ment mozgást tanulni, később pedig az Artistaképzőbe, ahol végzett. Az elsők között dolgozott manökenként Magyarországon, amikor még csekély számú modell volt elfogadott. Az egyik legtehetségesebb modellként említik.
A bemutatóihoz nagy szükség volt a konfekciómérettel rendelkező modellekre, külföldön, például Lipcsében bemutatták a magyar ruhákat. Ezek a lányok – többek mellett Csató Mari, Patz Dóri, Dobrovolszky Ági, Fekete Klári – képviselték hazánkat a hatvanas-hetvenes években. 10 évig volt aktív manöken.
Férje Szilárdi Béla zenész és fotós.